# Bahnhof Hino
Der Bahnhof Hino (jap. 日野駅, Hino-eki) ist ein Bahnhof auf der japanischen Insel Honshū. Er wird von der Bahngesellschaft JR East betrieben und befindet sich in der Präfektur Tokio auf dem Gebiet der Stadt Hino.

## Verbindungen
Hino ist ein Durchgangsbahnhof an der von JR East betriebenen Chūō-Schnellbahnlinie von Tokio über Shinjuku und Hachiōji nach Takao, deren Gleise in diesem Abschnitt identisch mit jenen der Chūō-Hauptlinie sind. Nahverkehrszüge fahren tagsüber in der Regel alle fünf bis zehn Minuten, außerdem hält zwei- oder dreimal stündlich ein Eilzug. Während der Hauptverkehrszeit gibt es eine Zugfolge von nur zwei Minuten. Der Nahverkehrszug Musashino (むさしの) verkehrt dreimal täglich zunächst von Hachiōji nach Kunitachi, erreicht dann über eine Güterzweigstrecke die Musashino-Linie und befährt diese bis Ōmiya.

## Anlage
Der Bahnhof steht an der Grenze zwischen den Stadtteilen Hinohonmachi und Sakaemachi, etwa einen halben Kilometer südlich der Brücke über den Tama. Die von Norden nach Süden ausgerichtete Anlage befindet sich erhöht auf einem Damm, der den Höhenunterschied zwischen der Flussebene und dem Hino-Plateau ausgleicht, und besitzt zwei Gleise an einem überdachten Mittelbahnsteig. Dieser ist durch einen Personentunnel mit dem Empfangsgebäude an der Ostseite und mit dem westlichen Bahnhofsvorplatz verbunden, wo Anschluss an ein Dutzend Buslinien der Gesellschaften Nishi Tōkyō Bus und Keiō Dentetsu Bus besteht.
Im Fiskaljahr 2018 nutzten durchschnittlich 27.257 Fahrgäste täglich den Bahnhof. Dies ist der niedrigste Wert aller Bahnhöfe an der Chūō-Schnellbahnlinie zwischen Tokio und Takao.

## Bilder

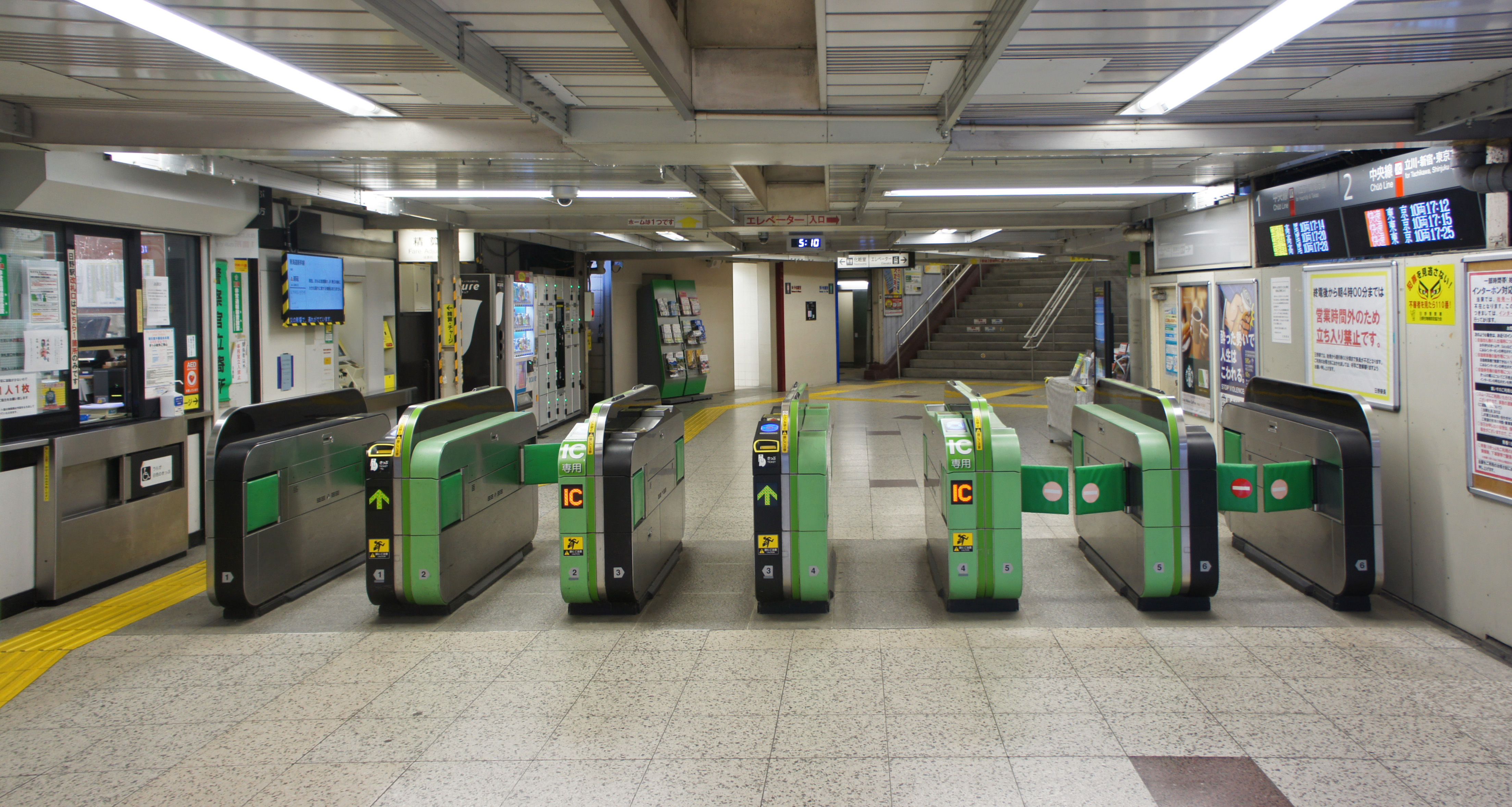
Bahnsteigsperren
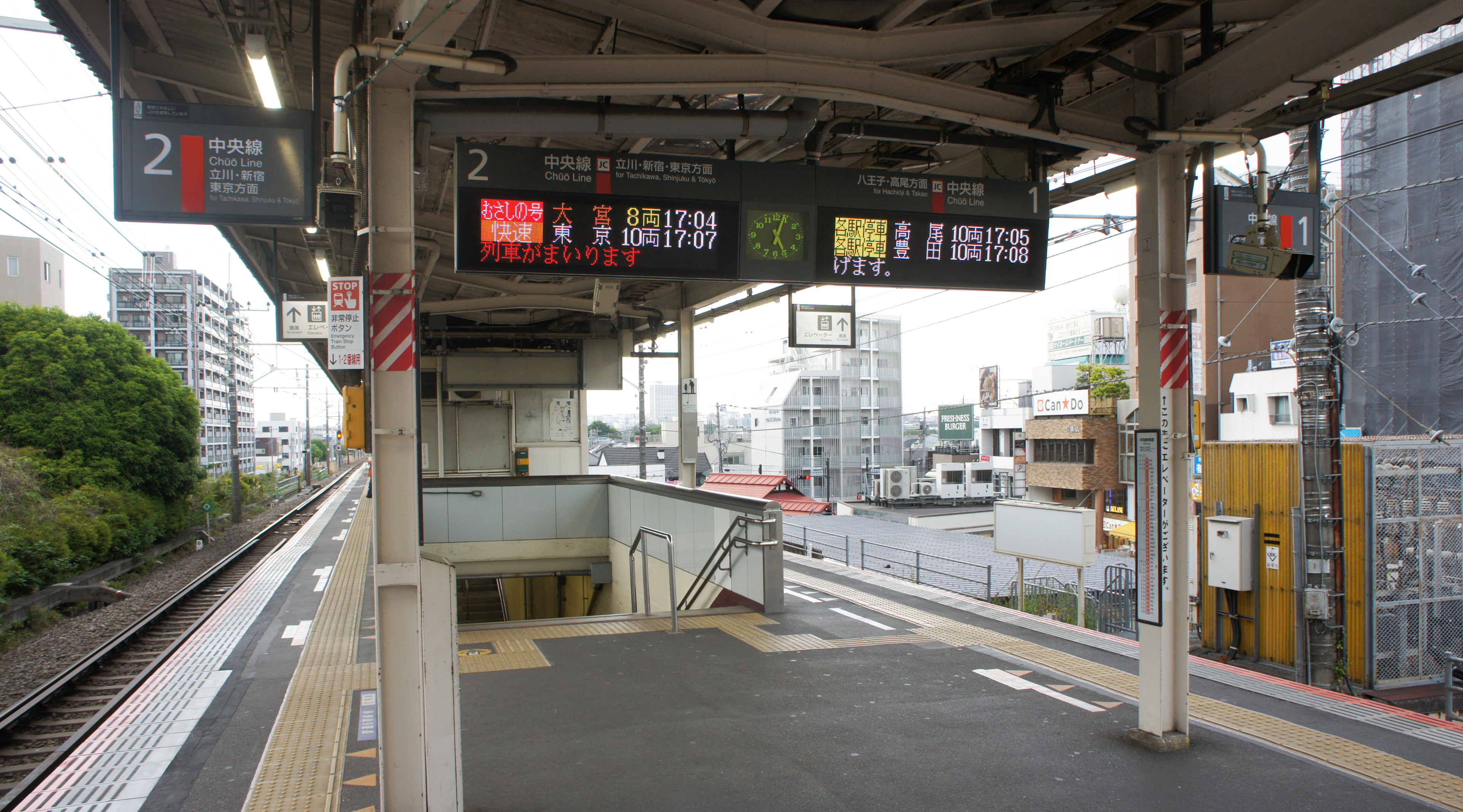
Bahnsteig
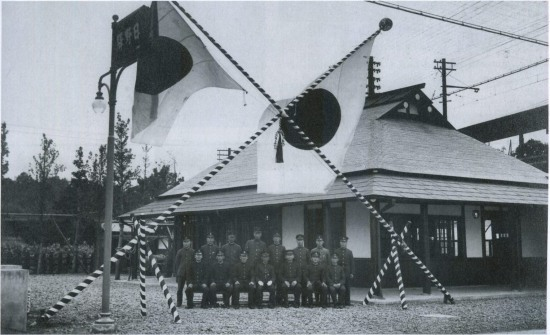
Bahnhof Hino im Jahr 1937

## Gleise
| 1 | ▉ Chūō-Schnellbahnlinie | Tachikawa • Mitaka • Nakano • Shinjuku • Tokio |
| 2 | ▉ Chūō-Schnellbahnlinie | Hachiōji • Takao • Kōfu                        |

## Linien
| Verlauf der Chūō-Schnellbahnlinie |
| --- |
| Tokyo –Kanda • Ochanomizu • Yotsuya • Shinjuku • Nakano • Kōenji • Asagaya • Ogikubo • Nishi-Ogikubo • Kichijōji • Mitaka • Musashi-Sakai • Higashi-Koganei • Musashi-Koganei • Kokubunji • Nishi-Kokubunji • Kunitachi • Tachikawa • Hino • Toyoda • Hachiōji • Nishi-Hachiōji • Takao |

## Geschichte
Die private Bahngesellschaft Kōbu Tetsudō eröffnete den Bahnhof Hiro am 6. Januar 1890, knapp fünf Monate nach der Inbetriebnahme des Teilstücks Tachikawa–Hachiōji. Dabei kamen lokale Freiwillige für einen Teil der Baukosten auf. Die Kōbu Tetsudō wurde am 1. Oktober 1906 mitsamt dem Bahnhof verstaatlicht. Beim Ausbau der Strecke auf zwei Gleise verschob das Eisenbahnministerium den Bahnhof um rund 300 Meter nach Norden an seinen heutigen Standort. Die Gleise des früheren Bahnhofes sind erhalten geblieben und werden heute für Tests  des Railway Technical Research Institute genutzt. Am 1. Dezember 1959 stellte die Japanische Staatsbahn den Güterumschlag ein. Im Rahmen der Staatsbahnprivatisierung ging der Bahnhof am 1. April 1987 in den Besitz der neuen Gesellschaft JR East über.